# Jämsä (stacja kolejowa)
Jämsä (fiń. Jämsän rautatieasema) – stacja kolejowa w Jämsä, w regionie Finlandia Środkowa, w Finlandii. Znajduje się na linii Orivesi-Jyväskylä, 56 km od Orivesi. Budynenk został zbudowany przez architekta Jarla Ungerna. Stacja została zmodernizowana w 2009 roku.